# Вернер Ізраель
Вернер Ізраель (4 жовтня 1931 — 18 травня 2022) — фізик-теоретик, найбільш відомий своїм внеском у теорію гравітації, і особливо в розуміння чорних дір.

## Біографія
Ізраель народився в Берліні в Німеччині в 1931 році. Виріс в Кейптауні в Південно-Африканській Республіці, куди його родина втекла з нацистської Німеччини в 1936 році. З дитинства цікавився астрономією та космологією. Протягом чотирьох років, поки його батьки тяжко хворіли, Ізраель з братом жили в дитячому будинку.
Здобув ступінь бакалавра та магістра в Університеті Кейптауна, а ступінь доктора філософії — від Триніті-коледжу в Дубліні під керівництвом Джона Сінга. У 1958 році Ізраель обійняв посаду викладача Альбертського університету в Едмонтоні, де він залишався професором до свого виходу на пенсію в 1996 році. Після виходу на пенсію Ізраель працював ад'юнкт-професором фізики та астрономії в Університеті Вікторії у Британській Колумбії. Він залишався активним науковцем ще протягом двох десятиліть.
Під час дублінських років Вернер Ізраель познайомився з Інге Маргуліс і одружився з нею. У них народилися син Марк і дочка Пія.

## Наукова робота
Вернер Ізраель відомий насамперед своєю роботою з загальної теорії відносності, особливо з теорії чорних дір.
У 1966 році, на початку своєї кар'єри, Ізраель проаналізував динаміку тонких оболонок матерії в загальній теорії відносності, забезпечивши геометричний опис у термінах другої фундаментальної форми гіперповерхні, на якій підтримується матерія. Частково тому, що за допомогою таких тонких оболонок можна побудувати багато цікавих прикладів, ця стаття стала найбільш цитованою статтею Ізраеля (тисячі посилань). Інтерес до цієї статті зростав з часом, і найбільше цитувань стаття отримала після 2000 року. Через багато років Ізраель знову повернувся до теми тонких оболонок в загальній теорії відносності.
Перший важливий внесок Ізраеля в теорію чорних дір відбувся в 1967 році, коли він показав, що метрика Шварцшильда, який описує сферично симетричну чорну діру, є унікальним статичним розв'язком рівнянь Ейнштейна для чорної діри. Ізраель поширив цей результат на теорію Ейнштейна-Максвелла, показавши, що в цьому випадку унікальним статичним розв'язком для чорної діри є метрика Райснера — Нордстрема. Невдовзі Картер показав, що подібні твердження справедливі для будь-яких стаціонарних чорних дір, а не тільки статичних. Ці результати були узагальнені виразом «чорні діри не мають волосся». Гіпотезу про те, що гравітаційний колапс у реальному світі завжди призводить до чорної діри Керра — Ньюмена (що вимагає припущення про космічну цензуру на додаток до теорем Ізраеля та Картера про стаціонарні розв'язки), іноді називають гіпотезою Картера-Ізраеля.
У 1972 році Ізраель і Вілсон відкрили новий клас стаціонарних розв'язків теорії Ейнштейна — Максвелла, який також був описаний Перхесом. Пізніше було виявлено, що у великому класі теорій супергравітації всі суперсиметричні чорні діри описуються розв'язками Ізраеля — Вілсона — Перхеса, узагальненими для включення скалярних полів. Це було важливо в подальшій роботі з підрахунку станів чорних дір у суперсиметричних теоріях.
Можливо, найглибша робота Ізраеля, опублікована в 1976 році, стосувалася чорної діри в рівновазі з випромінюванням Гокінга, яке вона випускає. Квантова система в тепловій рівновазі при відмінній від нуля температурі найточніше описується змішаним станом — матрицею теплової густини. Однак можна «очистити» таку матрицю теплової густини, представивши її як чистий стан подвоєної системи — двох копій вихідної системи. Чистий стан подвоєної системи, який описує теплову рівновагу вихідної системи, тепер зазвичай називають подвійним станом теплового поля. (Термінологія Ізраеля була дещо іншою.) З огляду на фундаментальне відкриття Стівеном Гокінгом квантового випромінювання чорних дір, чорна діра на квантовому рівні є прикладом теплової системи, і можна запитати, як описати чорну діру в тепловій рівновазі з її випромінюванням. Ізраель показав, що стан теплової рівноваги сферично симетричної (шварцшильдівської) чорної діри має природну геометричну інтерпретацію в термінах максимального аналітичного доповнення розв'язку Шварцшильда. Це доповнення є «двостороннім» — воно описує пару асимптотично плоских всесвітів, кожен з яких містить чорну діру, причому дві чорні діри з'єднані «червоточиною». Ізраель інтерпретував дві сторони червоточини як дві копії в подвійному стані теплового поля. Це відбувалося паралельно з добре відомою роботою Гартла і Гокінга, а стан чорної діри в рівновазі з випромінюванням тепер іноді називають станом Гартла — Гокінга — Ізраеля.
Стандартні формулювання дисипативної термодинаміки несумісні з теорією відносності, оскільки вони передбачають миттєве поширення теплового та в'язкого ефектів. У 1970-х роках Ізраель переформулював дисипативну термодинаміку, щоб вона узгоджувалась з теорією відносності. Як і у випадку з роботою Ізраеля про тонкі оболонки, інтерес до цієї роботи зріс з часом, і роботи Ізраеля в цій галузі з 2000 року дуже часто цитуються.
У 1989 році разом з Еріком Пуассоном Ізраель розпочав дослідження внутрішньої частини чорної діри. Слідуючи пропозиції Роджера Пенроуза, він відкрив явище «інфляції маси», яке може відбуватися поблизу внутрішнього горизонту (або горизонту Коші) чорної діри. Ця робота має відношення до питання «сильної космічної цензури» в загальній теорії відносності. Вона справила значний вплив на дослідження сильної космічної цензури в наступні десятиліття.
Спільно зі Стівеном Гокінгом Вернер Ізраель був співредактором двох томів з гравітаційної фізики
.

## Відзнаки
- 1972: Член Королівського товариства Канади
- 1974-75: Видатний вчений Шермана-Фейрчайлда, CALTECH
- 1981: Медаль за досягнення у фізиці Канадської асоціації фізиків
- 1983: Наукова премія Університету Альберти в галузі природничих наук та техніки
- 1984: Меморіальна премія Ізаака Волтона Кіллама[en]
- 1986: Член Королівського товариства, Лондон
- 1994: Кавалер ордена Канади